# Larinomesius
Larinomésius — підрід жуків роду Larinus родини Довгоносики (Curculionidae).

## Зовнішній вигляд
До цього підроду відносяться жуки дрібного та середнього розміру, довжина тіла яких становить 4.5-13 мм. Основні ознаки:
- головотрубка біля очей, у основи без плаского сідлоподібного вдавлення;
- головотрубка коротка й товста, звичайно вона коротша за передньоспинку і ніколи не буває довшою за неї, зверху має 1, 3, до 5 кілів, а знизу може бути вкрита волосками, що стирчать;
- стволик вусиків коротший за їх джгутик;
- другий членик задніх лапок ширший за свою довжину.

## Спосіб життя
Типовий для видів роду Larinus. Рослинами-господарями слугують різні види з родини айстрових. Імаго живляться зеленими частинами рослин, яйця відкладаються по одному у суцвіття-кошики. Личинки живляться незрілими сім'янками і заляльковуються у камері з досить міцними стінками  .

## Географічне поширення
Ареал підроду охоплює весь Південь Палеарктики, тяжіючи до Середземномор'я. У цих широких межах значній частині видів притаманний порівняно невеликий регіон. Дев'ять видів цього підроду мешкають в Україні, причому принаймні у трьох видів через Україну проходять межі їх ареалів (див. нижче).

## Класифікація
Нижче наведено перелік 21 виду цього підроду, що мешкають у Палеарктиці. Види української фауни позначені кольором :
- Larinus atomarius Capiomont, 1874 — Вірменія, Туреччина
- Larinus bardus  Gyllenhal, 1835 — Україна, Закавказзя, Середня Азія, Афганістан, Іран, Туреччина, Сирія
- Larinus canescens  Gyllenhal, 1835 — Південь Європи, Закавказзя, Алжир, Сирія, Іран, Туреччина, Туркменістан
- Larinus carthami (Olivier, 1807) — Балкани, Закавказзя, південь Європейської Росії, Алжир, Єгипет, Близький Схід, Іран, Туреччина, Туркменістан
- Larinus curtus  Hochhuth, 1851 — Південь Європи від Італії до Закавказзя, Близький Схід, Іран, Туреччина, інтродукований до Північної Америки та Австралії
- Larinus darsi Capiomont, 1874 — Закавказзя, Іран, Туреччина
- Larinus kirschii Reitter, 1872 — Північна Африка
- Larinus minutissimus Desbrochers des Loges, 1891 — Іспанія, Алжир
- Larinus minutus   Gyllenhal, 1835 — Південь Європи від Іспанії до Закавказзя, Швеція, Туреччина, Сирія, Іран, Казахстан, інтродукований до Північної Америки та Австралії
- Larinus nubeculosus Gyllenhal, 1835 — Південь Європи від Франції до Закавказзя, Іран, Туреччина
- Larinus obtusus  Gyllenhal, 1835 — Південна та Середня Європа, Ізраїль, Туреччина, інтродукований до Північної Америки та Австралії
- Larinus ochreatus (Olivier, 1807) — Південь Європи від Португалії до Греції та Чехії, Марокко, Алжир, Близький Схід, Туреччина
- Larinus palaestinus Talamelli, 1999 — Близький Схід
- Larinus puncticollis Capiomont, 1874 — Сирія, Туреччина
- Larinus ruber  Motschulsky, 1845 — Україна, південь Європейської Росії, Західний та Східний Сибір
- Larinus scolymi  (Olivier, 1807) — Південь Європи від Португалії до України, Північна Африка, Іран, Туреччина
- Larinus serratulae  Becker, 1864 — південь Європейської Росії, Туреччина, Іран, Західний Китай, Узбекистан
- Larinus syriacus  Gyllenhal, 1835 — Південь Європи від Балкан до Закавказзя, Таджикистан, Туреччина, Іран, Близький Схід
- Larinus undulatus Kocher, 1961 — Марокко
- Larinus vitellinus Gyllenhal, 1835 — Вірменія, Іран, Близький Схід, Туреччина, Іран
- Larinus wilkinsi Faust, 1887 — Таджикистан